# 京極町

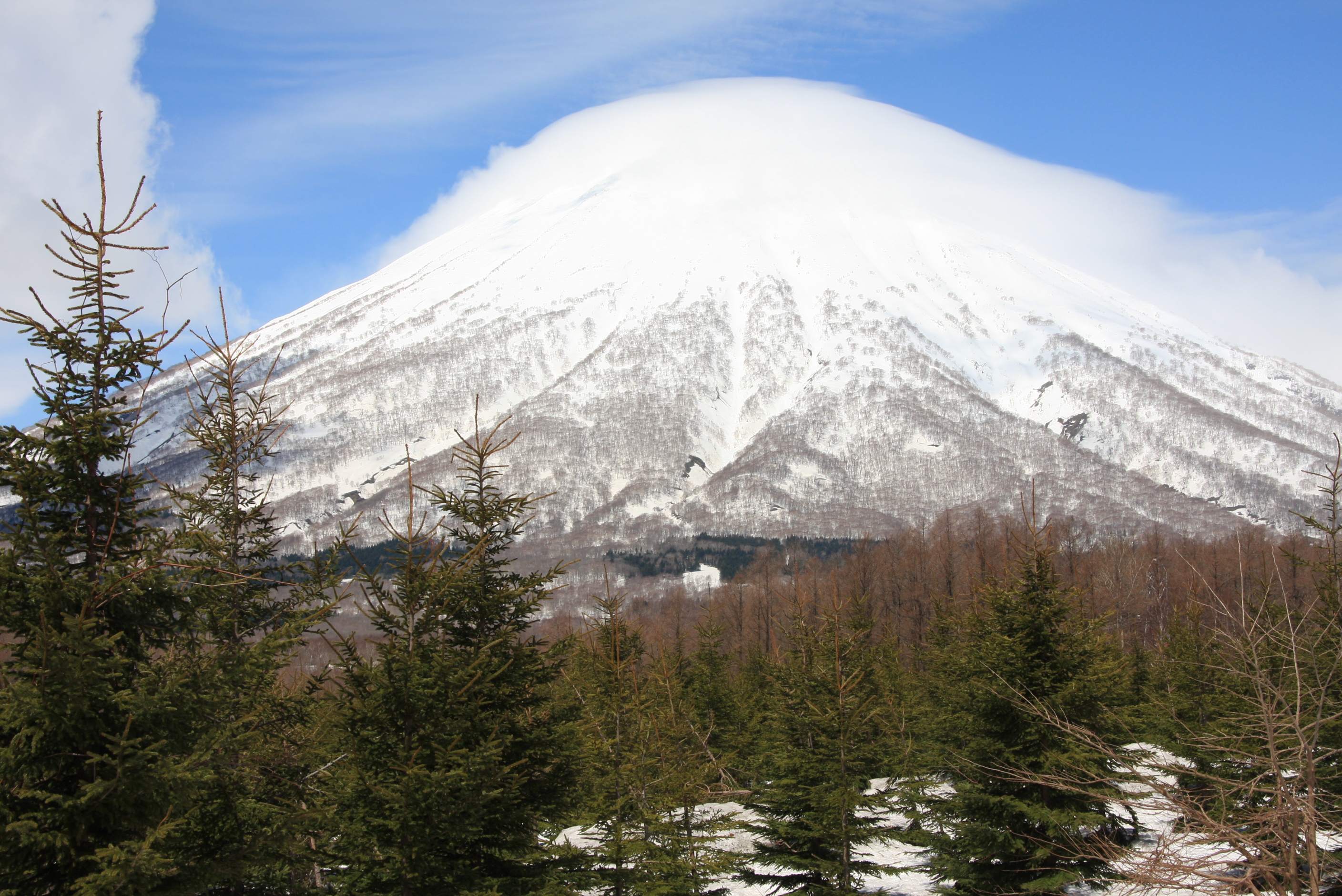
京極町から見た羊蹄山

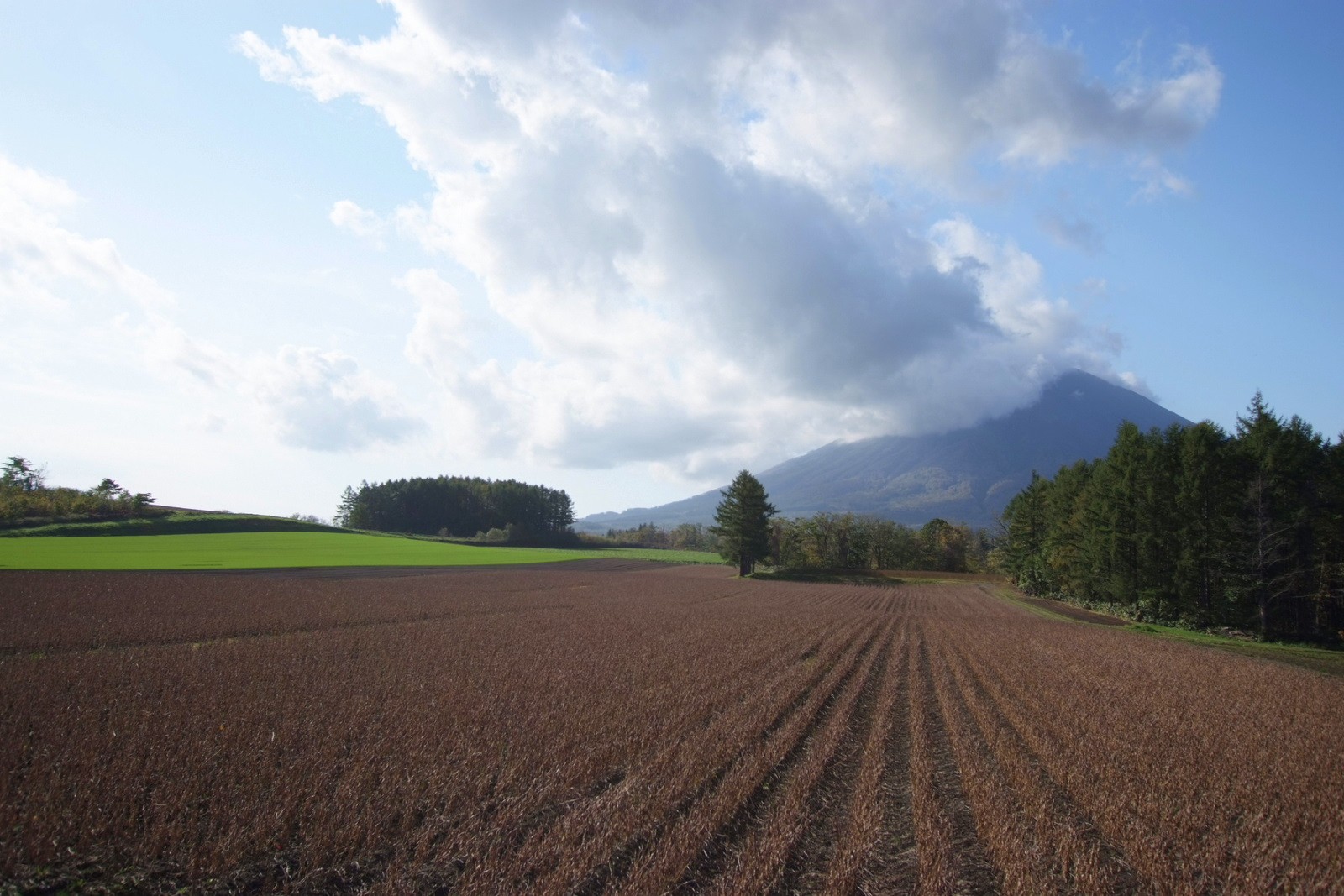
町内風景

京極町（きょうごくちょう）は北海道後志総合振興局管内、羊蹄山（蝦夷富士）の麓にある町。1910年（明治43年）4月5日に倶知安町から「東倶知安村」として分村した後、1940年（昭和15年）4月1日に京極村となり、1962年（昭和37年）5月1日に町制を施行した。
羊蹄山の湧き水が出るふきだし公園は、同町の観光名所である。

## 町名の由来
当地の開拓は、1897年（明治30年）に旧丸亀藩主京極家の子爵、京極高徳が、現市街地に当たるワッカタサップ川付近の未開地の貸し付けを受け入植し、「京極農場」を開いたことに始まった。
その後この農場を中心に周辺に沢山の開拓農場が開かれて、「東倶知安」と通称されるようになり、市街を形成するようになった。その後、1910年（明治43年）に倶知安村（→倶知安町）からの分村の際にこの市街地名から村名は東倶知安村となった。
しかし、その9年後に1919年（大正8年）に鉄道（のちの胆振線の前身）が当地まで開通した際に、駅が京極農場の敷地に設置されることとなり「京極駅」と命名された。
その後、京極農場は1938年（昭和13年）に開放されることとなり、1940年（昭和15年）には村名も京極と改称されるに至った。改称理由は京極農場開放に伴い、その京極の名を後世に残そうとする意味合いが主であったが、ほかに下記の理由があったと記録されている。
- 前述の京極駅の存在により、東倶知安という村名と駅名とが結びつかず、京極と東倶知安は別の村であると勘違いが発生し、旅行者や発着荷物に混乱が発生していたこと。
- 1931年（昭和6年）に京極駅の隣駅として東倶知安駅（のちの東京極駅）が開業し、そちらを村の中心駅であると誤解する旅行者が発生していたこと。
- 東倶知安という村名が、倶知安村内の一字名にすぎないという誤解が多数発生していたこと。

## 地理

### 隣接している自治体・行政区
石狩振興局
- 札幌市（南区）

後志総合振興局
- 余市郡：赤井川村
- 虻田郡：倶知安町、喜茂別町

※虻田郡のニセコ町、真狩村とは羊蹄山の頂上の一点で接している。
札幌市南区とは、地理上隣接しているが、境界線は全て森林であり、交通基盤が整備されておらず、札幌市へ直接行くのは不可能である。札幌市中心部とは、70-80km程度の距離があり、最適な交通手段としては、喜茂別町、中山峠を経由し、自家用車で1時間以上を要する。

## 沿革
- 1897年（明治30年） 旧讃岐丸亀藩主家の京極高徳子爵が京極農場を開場。
- 1910年（明治43年） 倶知安村（現・倶知安町）より分村し東倶知安村と称する。(人口6,783人、1235戸)
- 1923年（大正12年） 一級町村制施行。
- 1940年（昭和15年）4月1日 京極村に改称。
- 1962年（昭和37年）5月1日 町制施行、京極町。
- 1996年（平成8年）京極温泉の開湯。

## 経済

### 立地企業
- 北海道電力京極水力発電所（建設中）、寒別発電所
- 京極製氷
- パイオニアフーズ（丸大食品グループ）
- 丸ト富成商店

### 農協
- ようてい農業協同組合（JAようてい）京極支所

### 金融機関
- 北海道信用金庫京極支店

### 郵便局
- 京極郵便局（集配局）
- 南京極郵便局（字更進、無集配局）

### 宅配便
- ヤマト運輸：千歳主管支店喜茂別センター（倶知安町）
- 佐川急便：倶知安営業所（倶知安町）
- 日本通運：羊蹄支店

## 公共機関

### 警察
- 倶知安警察署京極駐在所

## 地域

### 人口
| |                                        |  |
| 京極町と全国の年齢別人口分布（2005年） | 京極町の年齢・男女別人口分布（2005年） |  |
| ■紫色 ― 京極町 ■緑色 ― 日本全国 | ■青色 ― 男性 ■赤色 ― 女性              |  |
| 京極町（に相当する地域）の人口の推移 \| 1970年（昭和45年） \| 5,040人 \| \| \| 1975年（昭和50年） \| 4,439人 \| \| \| 1980年（昭和55年） \| 4,276人 \| \| \| 1985年（昭和60年） \| 4,125人 \| \| \| 1990年（平成2年） \| 3,775人 \| \| \| 1995年（平成7年） \| 3,489人 \| \| \| 2000年（平成12年） \| 3,505人 \| \| \| 2005年（平成17年） \| 3,583人 \| \| \| 2010年（平成22年） \| 3,812人 \| \| \| 2015年（平成27年） \| 3,187人 \| \| \| 2020年（令和2年） \| 2,941人 \| \| |                                        |  |
| 総務省統計局 国勢調査より |                                        |  |
| 1970年（昭和45年） | 5,040人                                |  |
| 1975年（昭和50年） | 4,439人                                |  |
| 1980年（昭和55年） | 4,276人                                |  |
| 1985年（昭和60年） | 4,125人                                |  |
| 1990年（平成2年） | 3,775人                                |  |
| 1995年（平成7年） | 3,489人                                |  |
| 2000年（平成12年） | 3,505人                                |  |
| 2005年（平成17年） | 3,583人                                |  |
| 2010年（平成22年） | 3,812人                                |  |
| 2015年（平成27年） | 3,187人                                |  |
| 2020年（令和2年） | 2,941人                                |  |

### 消滅集落
2015年国勢調査によれば、以下の集落は調査時点で人口0人の消滅集落となっている。
- 京極町 - 字東花 字脇方 字中岳 字甲斐

### 教育
- 京極中学校
- 京極小学校

## 交通

### 鉄道
かつては、旧国鉄胆振線が走っていたが、1986年（昭和61年）11月1日に廃止された。町内には、南京極駅、東京極駅、京極駅、北岡駅が設置されていた。また、京極駅 - 脇方駅間の支線も走っていたが、1970年（昭和45年）11月1日に廃止された。

### バス
京極町商工会館に設置された「京極バスターミナル」（停留所名は「京極中央」）が交通の拠点。
- 道南バス
  - 喜茂別・御園・伊達紋別駅方面、倶知安方面（胆振線廃止代替バス）
  - 札幌駅方面（冬季スキーバス）

### 道路
- 一般国道
  - 国道276号
- 都道府県道
  - 北海道道95号京極定山渓線
  - 北海道道97号豊浦京極線
  - 北海道道478号京極倶知安線
  - 北海道道784号黒橋京極線
  - 北海道道821号京極停車場線
- 道の駅
  - 道の駅名水の郷きょうごく

## イメージキャラクター
- 「ゆうくん」と「すいちゃん」というイメージキャラクターが、京極町のホームページに登場している。

## 名所・旧跡・観光スポット・祭事・催事
- 後方羊蹄山の高山植物帯（国の天然記念物）
- ふきだし公園
- 京極温泉
- 川上温泉

### イベント
- しゃっこいまつり[8]
- ふるさとまつり[9]

## 出身有名人
- 佐藤晃（スキージャンプ競技選手）

## ハガスキー発祥の地
- スキー板のメーカーであったハガスキー発祥の地である。1918年（大正7年）東倶知安村在住の芳賀常太郎、藤衛門兄弟によってスキー板が製作、販売され、1926年（大正15年）に札幌へ移転、1933年（昭和8年）国産スキー輸出第1号がカナダへ、1967年（昭和42年）には輸出スキー実績日本一になった。